# Ȃ
Ȃ, ȃ – litera diakrytyzowana alfabetu łacińskiego powstała od litery A przez dodanie odwróconego brewisu.

## Kodowanie
| Znak                   | Ȃ                                          | Ȃ                                          | ȃ                                        | ȃ                                        |
| ---------------------- | ------------------------------------------ | ------------------------------------------ | ---------------------------------------- | ---------------------------------------- |
| Nazwa w Unikodzie      | Latin capital letter A with inverted breve | Latin capital letter A with inverted breve | Latin small letter A with inverted breve | Latin small letter A with inverted breve |
| Kodowanie              | dziesiątkowo                               | szesnastkowo                               | dziesiątkowo                             | szesnastkowo                             |
| Unicode                | 514                                        | U+0202                                     | 515                                      | U+0203                                   |
| UTF-8                  | 200 130                                    | c8 82                                      | 200 131                                  | c8 83                                    |
| Odwołania znakowe SGML | &#514;                                     | &#x0202;                                   | &#515;                                   | &#x0203;                                 |